# 499 (numero)
Quattrocentonovantanove (499) è il numero naturale dopo il 498 e prima del 500.

## Proprietà matematiche
- È un numero dispari.
- È un numero difettivo.
- È il 95º numero primo, dopo il 491 e prima del 503.
- È pari alla somma dei primi 17 numeri primi dispari (dal 3 al 61).
- È un numero palindromo nel sistema di numerazione posizionale a base 11 (414).
- È parte della terna pitagorica (499, 124500, 124501).

## Astronomia
- 499 Venusia è un asteroide della fascia principale del sistema solare.
- NGC 499 è una galassia lenticolare della costellazione dei Pesci.

## Astronautica
- Cosmos 499 è un satellite artificiale russo.